# Урбан V
Блаженний Урбан V (лат. Urbanus; 1310, Ле-Пон-де-Монвер, Лангедок — 19 грудня 1370, Авіньйон) — сто дев'яносто дев'ятий папа Римський (28 вересня 1362—19 грудня 1370). Шостий папа періоду Авіньйонського полону.
Народився у поселенні Грізак у Лангедоці (зараз частина комуни Ле-Пон-де-Монвер, департамент Лозер). Він став бенедиктинцем і здобув ступінь доктора канонічного права, навчаючись у Монпельє та Авіньйоні. Виконував обов'язки настоятеля монастиря св. Віктора у Марселі. Повертаючись з Неаполя, де перебував на посаді папського легата, він був обраний папою 28 вересня 1362 року.

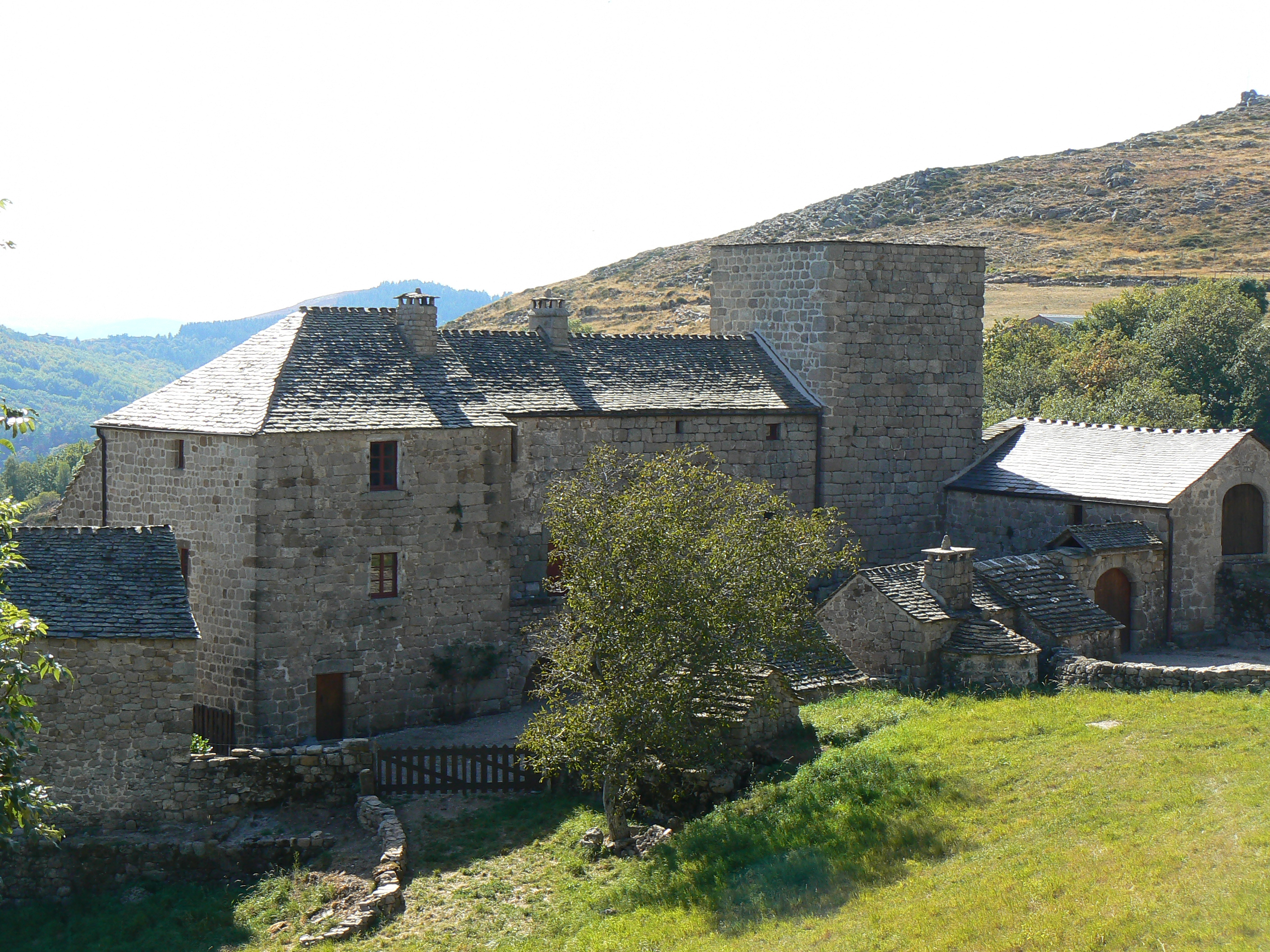
Замок Грізак

## Понтифікат
Як папа Урбан відзначався підтриманням суворої дисципліни, боровся з помпезністю та показним багатством кардиналів, впровадив обґрунтовані реформи здійснення правосуддя та помірковано підтримував просвітницбку діяльність церкви. Він заснував університет в Угорщині. В Тулузі запобіг закриттю музичного університету, в Монпельє відновив медичну школу та заснував Коледж святого Бенуа, храм якого став кафедральним і був прикрашений багатьма творами мистецтва. Підтримував понад 1000 студентів, надаючи їм кошти для харчування та проживання.
Його правління відзначилось однією з останніх спроб проведення хрестового походу, який полягав у експедиції короля Кіпру Петра I, який захопив Александрію 11 жовтня 1365 року, після чого швидко залишив її. Урбан намагвся організувати інший похід проти Османської імперії, щоб відвоювати Александрію. Він послав багато місій до Боснії, Литви, Болгарії та Китаю.

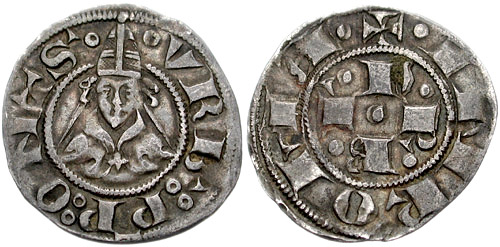
Флорин Урбана V

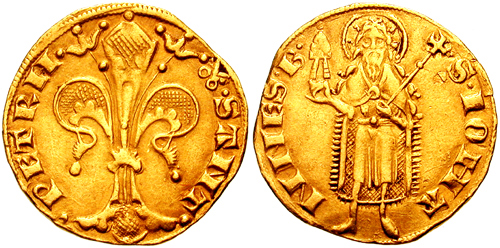
Інший флорин Урбана V

Великою заслугою Урбана V були його зусилля перенести Святий Престол до Італії та подолати могутніх противників, які панували в Римі. У 1363 році він відлучив від церкви Бернабо Вісконті, останнього великого представника гібелінів у Північній Італії, який окупував папське місто Болонью та протистояв війську кардинала Альборноса, папського вікарія в Італії. Урбан проголосив хрестовий похід проти Вісконті та його родичів, звинуватив його у пограбуванні церковного майна, проте наступного року був змушений примиритись з ним. За посередництва імператора Карла IV (1346–78) він скасував покарання та отримав Болонью, сплативши великий викуп.
Урбан V прибув до Риму 16 жовтня 1367 року, де був радісно зустрінутий кліром і простим людом. Він коронував імператрицю, прийняв васальні присяги короля Кіпру, неаполітанської королеви Джованни I та візантійського імператора Іоанна V Палеолога (див. — Римська унія).
Проте, Урбан зрозумів, що перебування в Римі не посилило його владу, тому 24 вересня 1370 року він повернувся до Авіньйона, де незабаром і помер.